# Telescopi de 40 peus
El telescopi de 40 peus (12 metres) de William Herschel, també conegut com el telescopi Great Forty-Foot, va ser un telescopi òptic construït entre 1785 i 1789 al Observatory House a Slough, Anglaterra. Va ser el telescopi més gran del món durant 50 anys. Va poder ser utilitzat per a descobrir Enceladus i Mimas, les sisena i setena llunes de Saturn. Va ser desmantellat en 1840; actualment el mirall original i un fragment de 3 metres tub encara es conserven.

## Construcció
El telescopi va ser construït pel Sir William Herschel, amb l'ajuda de Caroline Herschel, entre 1785 i 1789 a Slough, amb components fets a Clay Hall a prop de Windsor. El tub va ser fet de ferro. Va ser finançat pel Rei George III, que va concedir £4,000 per a poder ser creat.

Durant la seva construcció, mentre el telescopi estava a terra, el rei i l'Arquebisbe de Canterbury van visitar el telescopi. Just abans que entressin a veure el telescopi, el rei va dir "Vingui, senyor Bisbe, li ensenyaré el camí al cel!"
Dos miralls de 120 cm van ser creats per al telescopi. El primer va ser fet a una farga  en 1785, i va ser fet d'especulum (un aliatge de coure i estany principalment) amb arsènic per a millorar la finesa. El mirall va pesar mitja tona però era massa fi per a mantenir la seva forma un cop era ubicat i polit. Un segon mirall amb el doble de grossor de l'original va ser demanat dos anys més tard, i aquest va ser utilitzat en comptes de l'original. Això no obstant, aquest requeria ser polit més freqüentment a causa de la seva composició, i es feia servir l'original quan el segon s'estava polint. Els miralls van ser els més grans del món fins a 1845

El telescopi va ser muntat alt-azimuth i, amb un tub de 12 metres i un mirall de 120 cm, tenia un relació focal de f/10.

## Ús
El telescopi va ser ubicat al Observatory House, la casa de Herschel a Slough, entre 1789 i 1840.
La primera observació amb el telescopi va ser en 1787, quan Herschel va apuntar el llavors incomplet telescopi cap a la nebulosa Orion, que va observar arrossegant el telescopi i fent servir una lent ocular.
El primer que es va aconseguir amb el telescopi va ser descobrir Encèlad i Mimes, les llunes de Saturn sisena i setena, encara que això no és estrictament cert, donat que Herschel va fer servir altres telescopis al mateix temps.
Herschel va descriure la vista de Sirius a través del telescopi:
Com a part de l'acord de finançament amb el telescopi, a Caroline Herschel se li va donar una pensió de £50 per any per a ser l'ajudant de William. Com a resultat, ella va ser la primera dona a Anglaterra a ser pagada per a dur a terme tasques d'astronomia.
El telescopi era una atracció de turistes locals, visitat per gent rica i famosa durant els seus viatges al proper Castell de Windsor per a visitar al Rei, i va ser representat als mapes de Ordnance Survey.
Va ser el telescopi més gran del món durant 50 anys. Va ser anomenat el "telescopi de 40 peus", ja que a l'època els telescopis eren referenciats per la llargària del seu tub en comptes de pel diàmetre del mirall.
A causa dels problemes amb els miralls i donat que el telescopi resultava difícil de configurar, finalment el telescopi no va suposar una millora substancial respecte a telescopis més petits.
La climatologia era amb freqüència poc apropiada per a l'ús del telescopi, i molts dels objectes observats per Herschel eren també visibles als seus telescopis menors. L'última observació realitzada amb el telescopi va ser en 1815.
El telescopi va ser representat a l'escut d'armes de Herschel:

## Desmantellament

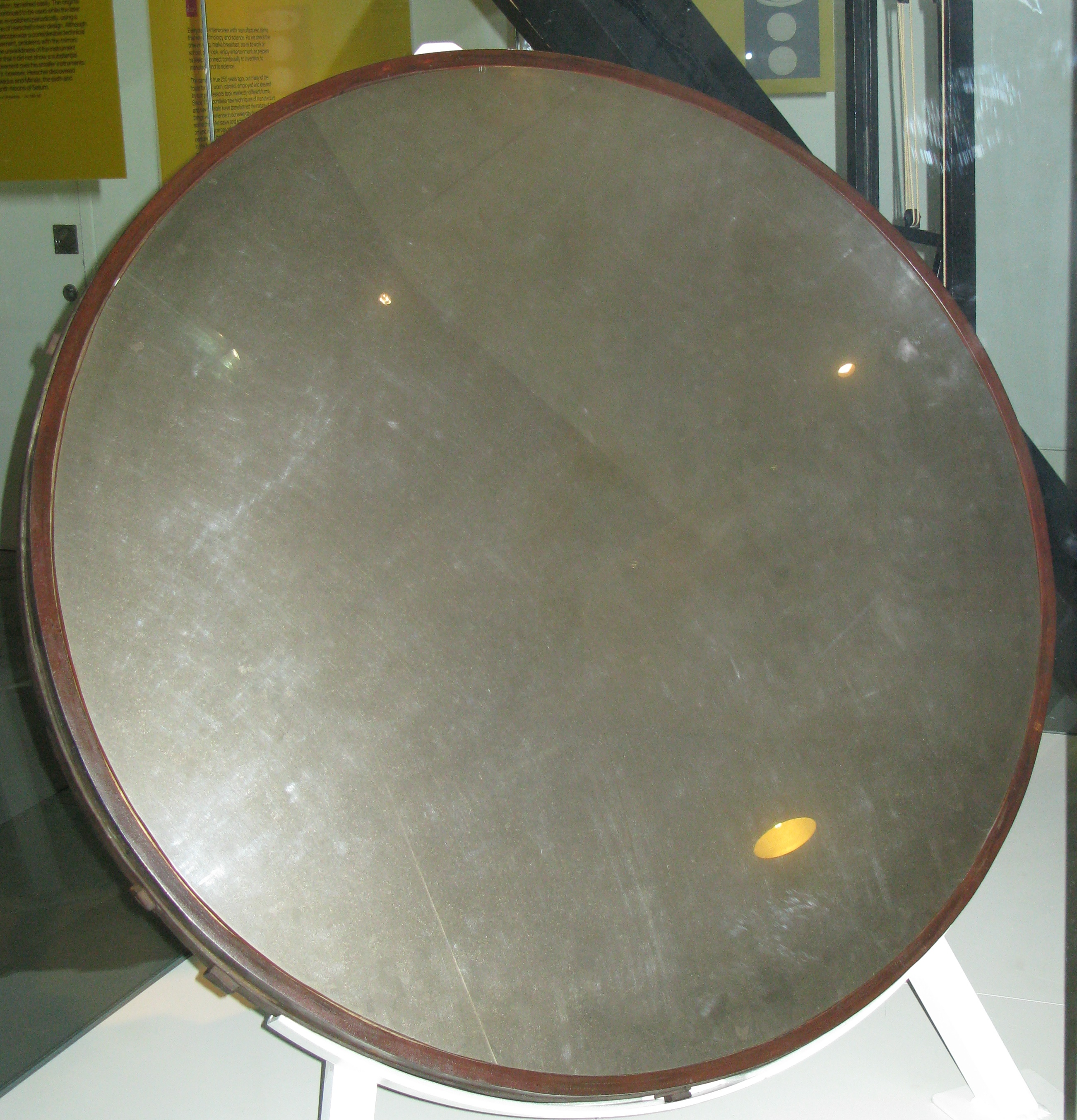
El primer mirall del telescopi exposat al science museum

El bastidor del telescopi va ser desmantelat en 1840 pel fill de William Herschel, John Herschel, al seu retorn de fer observacions a Sud Àfrica. Va ser desmantellat, ja que es temia que el bastidor s'enfonsés, ja que s'havia podrit, i John temia per la seguretat dels seus fills petits. Es va celebrar una petita cerimònia per a commemorar el seu desmantellament.
El tub es va deixar al jardí, on va ser trencat 30 anys més tard per un arbre que va caure. El tros que ha quedat és de 3 metres i correspon a la part del mirall. Aquest encara estava al jardí en 1955

, però es va canviar de lloc i ara està a en la col·lecció Herschel del National Maritime Museum, Greenwich, Londres. El motlle original del mirall està actualment al Sience Museum, Londres.
El telescopi de 40 peus va ser superat en 1845 pel gran telescopi reflectant Leviathan of Parsontown. La imatge del telescopi de 40 peus perdura com una de les més grans icones de l'astronomia.